# Cees Sint
Cees Sint (30 mei 1945 – mei 2025) was een Nederlandse wiskundedocent en bridgekampioen, bekend van zijn bridge-boeken Van Start tot Finish, Spelenderwijs en Spel en Tegenspel, geschreven met co-auteur Ton Schipperheyn. In totaal schreven zij meer dan zestig bridgeboeken. Zij beschrijven daarin het Acol Bridge-systeem, dat in Nederland aan (bijna) alle bridgetafels wordt gebruikt.

## Overig
- In 1984 werd op basis van hun boeken door de AVRO op de televisie een bridge-cursus uitgezonden.[2]
- De Nederlandse Bridge Bond (NBB) heeft sinds 2010 een jaarlijkse prijs voor de Talent van het Jaar die is vernoemd naar Cees Sint.[3]